# 雅各布大廈
雅各布大廈（英語：Al Yaqoub Tower）是一棟位於阿拉伯聯合大公國杜拜興建中的摩天大樓，該大廈於2010年封頂，已於2013年完工，完工後高328（1,076英尺），共69層樓。該大廈設計靈感來自倫敦大笨鐘；但與之不同的是，雅各布大廈沒有鐘面。

## 外部連結
- CTBUH Archive.today的存檔，存档日期2012-07-11（英文）